# Peuple en mouvement
Peuple en mouvement (espagnol : Gente en Movimiento) (GEM), est un parti politique colombien crée en avril 2023, fondé sous la forme d'un mouvement politique en 2021.
Le mouvement est essentiellement contrôlé par le clan Lizcano (famille Lizcano), où cette dernière dispose d'une puissance et implantation dans le département de Caldas. Le mouvement né d'une scission du Parti de la U, crée par Mauricio Lizcano (es).
Un an après sa création, en 2022, le mouvement présente plusieurs candidats lors des élections législatives et élit le représentant Wilder Escobar à Caldas. Lors de la campagne présidentielle, le mouvement soutient Gustavo Petro. Mauricio Lizcano (es) rejoint le gouvernement de Petro lors d'un remaniement en avril 2023.
Le parti promeut des idées comme la justice sociale et économique, le libéralisme politique et le social-libéralisme.

## Historique

### Scission du parti de la U et création à Caldas
En avril 2021, l'ancien sénateur Mauricio Lizcano (es) annonce sa démission du Parti de la U. Deux mois plus tard, en juin, il annonce la création de son mouvement politique Peuple en mouvement, dont l'ancrage se situe principalement à Caldas.
La création du mouvement par Mauricio Lizcano (es) révèle son ancrage politique dans le département de Caldas. La famille Lizcano y a historiquement une influence, désigné par les médias comme le « clan Lizcano », déjà fondé par son père Óscar Tulio Lizcano et repris par Mauricio. Le père et le fils sont entourés d'une douzaine de personnes à l'échelle du département,.

### Élections législatives et soutien à Gustavo Petro
Quelques mois après sa création, en décembre 2021, le mouvement s'inscrit à sa première élection, les élections législatives de mars 2022. Ce dernier ne s'inscrit que  dans le département de Caldas et présente cinq candidats. À l'issue de l'élection, le mouvement est le plus voté du département avec 54 557 voix, devançant l'alliance entre le Pacte historique et l'Alliance verte, qui obtient 54 501 voix.
Le mouvement parvient donc à faire élire l'ancien maire de Samaná Wilder Escobar en tant que représentant. Lors de la campagne, Mauricio Lizcano (es) s'implique également pour l'élection au Sénat. Ce dernier décide de soutenir, avec ce mouvement, une figure locale et l'ancien gouverneur de Caldas, le candidat Guido Echeverri Piedrahita (es).
En mai 2022, grâce à son soutien et son implantation à Caldas à l'issue des élections législatives, Mauricio Lizcano (es) annonce le soutien de Peuple en mouvement à Caldas pour la candidature de Gustavo Petro lors de l'élection présidentielle de 2022,.

### Enregistrement en tant que parti et participation au gouvernement
En avril 2023, le Conseil national électoral décide d'accorder le statut juridique de parti politique au mouvement du Peuple en mouvement, en raison de ses résultats électoraux. Grâce à cette décision, le parti pourra participer aux élections régionales et locales d'octobre 2023.
Le même mois, à la suite de la rupture de la coalition gouvernementale de Gustavo Petro, ce dernier annonce la nomination de  Mauricio Lizcano (es), principal dirigeant du parti, à la fonction de ministre des Technologies de l'Information et des communications.

## Organisation

### Directeur national
| Nom | Nom | Nom                                     | Fonction                                                                                     |
| --- | --- | --------------------------------------- | -------------------------------------------------------------------------------------------- |
|     |     | Óscar Tulio Lizcano (avril - juin 2023) | Ancien représentant                                                                          |
|     |     | Manuel Correa (depuis juin 2023)        | Ancien député de Caldas (novembre 2019 - juin 2022) Ancien conseiller municipal de Manizales |

### Ministre et personnalités
| Image | Fonction                                                                                       | Nom                   |
| ----- | ---------------------------------------------------------------------------------------------- | --------------------- |
|       | Ministre des Technologies de l'Information et des communications Leader de Peuple en mouvement | Mauricio Lizcano (es) |
|       | Représentant de la Colombie                                                                    | Wilder Escobar Ortiz  |

## Résultats électoraux

### Élections présidentielles
| Année | Candidats     | Candidats       | 1er tour  | 1er tour | 2d tour    | 2d tour | Résultats |
| Année | Président     | Vice-présidente | Voix      | %        | Voix       | %       | Résultats |
| ----- | ------------- | --------------- | --------- | -------- | ---------- | ------- | --------- |
| 2022  | Gustavo Petro | Francia Márquez | 8 541 617 | 40,34    | 11 291 986 | 50,44   | Élu       |

### Élections législatives
| Chambre des représentants | Chambre des représentants | Chambre des représentants | Chambre des représentants | Chambre des représentants |
| Année                     | Voix                      | %                         | Sièges                    |                           |
| ------------------------- | ------------------------- | ------------------------- | ------------------------- | ------------------------- |
| 2022                      | 54 557                    | 15,82%                    | 1 / 188                   |                           |